# Jan Viktor Olsson
Jan Olsson (18 de março de 1944 – 17 de maio de 2023) foi um futebolista sueco que atuava como meio-campo.
Olsson competiu na Copa do Mundo FIFA de 1970, sediada no México, na qual a seleção de seu país terminou na nona colocação dentre os 16 participantes.